# Eleocharis contracta
Eleocharis contracta là loài thực vật có hoa trong họ Cói. Loài này được Maury ex Micheli mô tả khoa học đầu tiên năm 1890.